# 塞格嫩拉·陶
塞克南雷·陶（或译为塞克嫩拉·塔阿），被称为勇者，于第二中间期第十七王朝统治了底比斯。他是法老塞纳赫特里·雅赫摩斯与特提舍丽的儿子和继任者。他的统治时间不详，但根据第十八王朝法老雅赫摩斯一世可能的继任日期推测出他可能于公元前1560年至前1558年执政。他与王后爱赫特波一世生下了两位儿子：卡摩斯，他的即时继任者，第十七王朝最后一位法老，以及由母亲摄政的雅赫摩斯一世，为第十八王朝的第一位法老。塞格嫩拉·陶开始对希克索斯对战，并由雅赫摩斯一世完战。

## 木乃伊

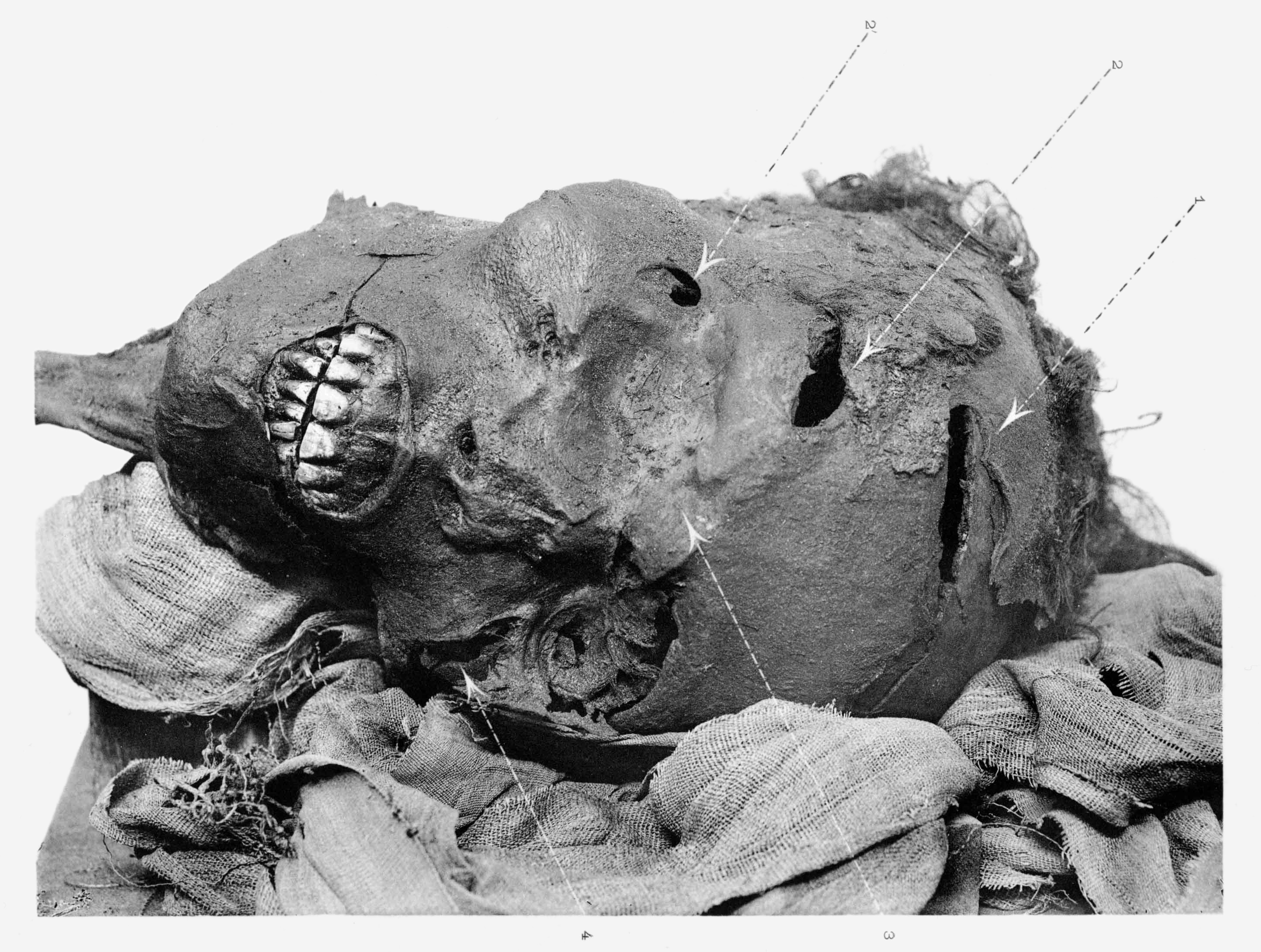
赛格嫩拉的木乃伊头部

赛格嫩拉的木乃伊在1881年发现于代尔艾尔-拜赫里的木乃伊穴里发现。其木乃伊后来与18和19王朝法老，雅赫摩斯一世、图特摩斯一世、图特摩斯二世、图特摩斯三世、拉美西斯一世、塞提一世、拉美西斯二世和拉美西斯九世放在一起。
木乃伊后来于1986年6月9日由Gaston Maspero解缠。Gaston Maspero的生动描述提供了对法老的死亡时的伤势记事：
“我们不知道他是否在战场上被击败或是某些阴谋的受害者；木乃伊的外貌证明了他在约40岁时死于暴力之下。有两到三个人，不论暗杀者还是士兵，都一定是在他派遣救助前将他包围。从斧头的一击肯定切断了左脸颊的部分，露出了牙齿，下巴碎裂，让他无知觉的倒地；另外一击一定重伤了颅骨，且匕首或者是标枪已经剖开了额头右侧，眼睛上方的一小部分。他的身体一定在跌下后躺了一段时间，当发现时，遗体已经开始腐烂，过后被尽可能的草率防腐。”
前额的伤口可能有西克索的斧头造成，而颈项的伤口在容易被伤害时被匕首所伤。手臂和手部没有任何伤口，推测他可能没有办法保护自己。
直到2009年有主要假设说他可能在对抗西克索人時死去或在睡觉时被暗杀；法老的死亡由埃及学家Garry Shaw与一位武器专家所重建，他们认为最有可能的第三个观点是：赛格嫩拉被西克索王处死。Garry Shaw也分析出竞争假设、文本和统计结论证据的论据结论出“赛格嫩拉最有可能的死因是在底比斯战败后，死于敌方指挥官的执行礼仪。”
他的木乃伊似乎被匆匆地进行防腐处理。1960年代后期的X光显示出其木乃伊没有进行当时的正常防腐处理，未被去除大脑或在头盖骨或眼睛加线。进行法医学和X光检测的James E. Harris和Kent R. Weeks的看法认为，他的木乃伊是埃及博物馆内所有皇室木乃伊的保存情况最坏的，他们写下说“他的尸体上展出被打开的情况下，臭油味儿弥漫了整个房间”，这有可能是因为较差的防腐处理和没有使用吸收泡碱盐所造成，然后再下葬时木乃伊还留有某些液体。
他的木乃伊是在2006年改组中最早展出于开罗埃及博物馆的木乃伊。